# Wilhelm von Debschitz
Wilhelm Siegfried Kurt von Debschitz (ur. 21 lutego 1871 w Gorlicach, zm. 10 marca 1948 we Fryburgu) – niemiecki malarz, rzeźbiarz, twórca sztuki użytkowej i ilustrator książek tworzący w stylu secesji.

## Życiorys

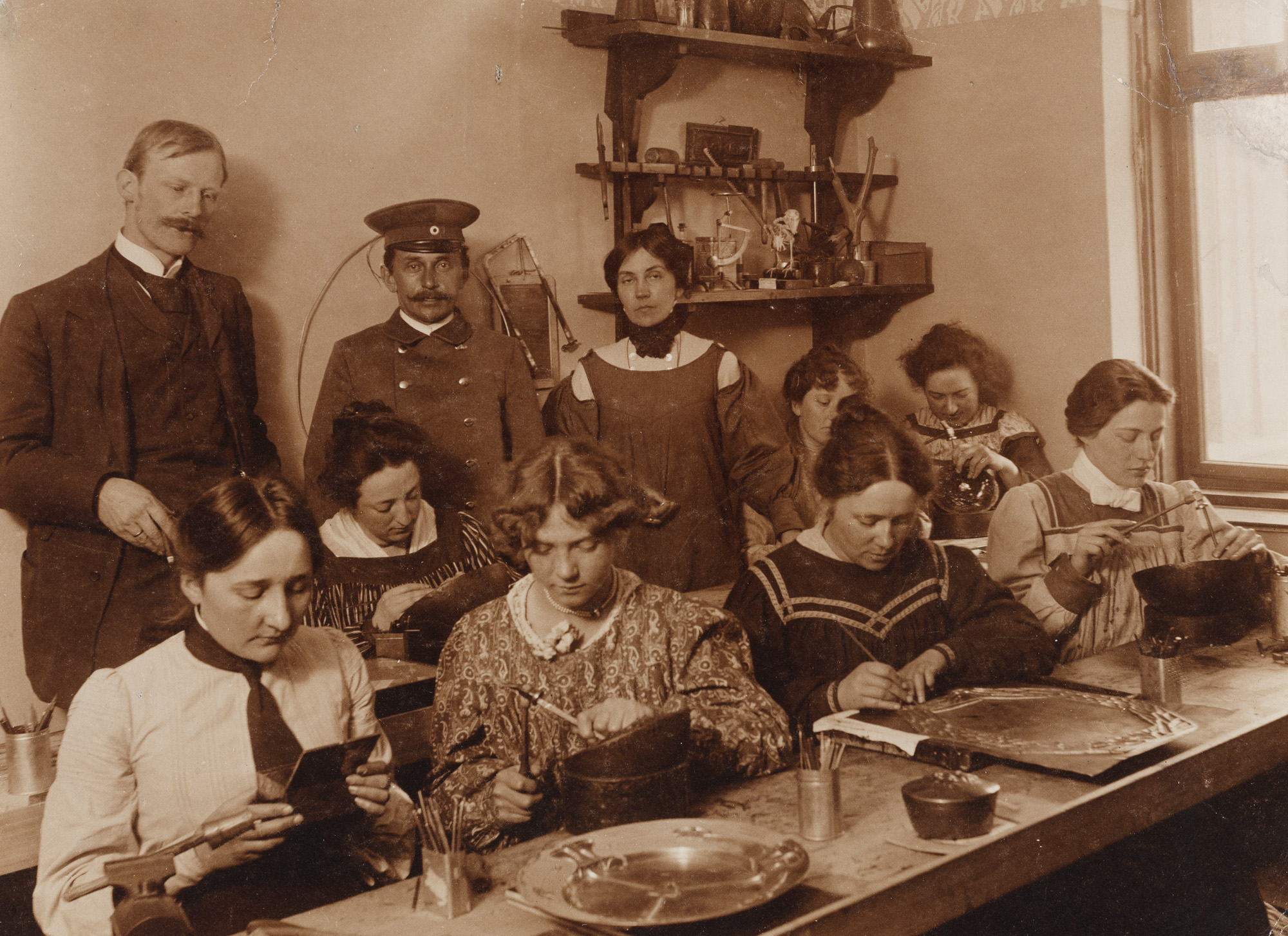
Warsztaty metalurgiczne w Szkole Debschitza, ok. 1903

Współpracował z Hermannem Obristem w Monachium; gdzie wspólnie utworzyli w 1902 Pracownie szkoleniowe i eksperymentalne dla sztuki czystej i użytkowej potocznie zwaną Szkołą Debschitza (niem. Debschitz-Schule) działającej w latach 1902–1914. Od  1914 do 1921 pracował jako dyrektor Szkoły Rzemiosła w Hanowerze (niem. Kunstgewerbeschule- und Handwerkerschule). Był także współfundatorem i współzałożycielem tamże w 1916 Galerii Kestner (niem. Kestner Gesellschaft), która działa do dziś. 
Jego żoną w latach 1898–1924 była niemiecka fotografka Wanda von Debschitz-Kunowski, z którą miał troje dzieci; córki Wandę Ziegert von Debschitz (1899–1986) i Irene von Debschitz (1903–1990; późniejszą żonę artysty Alexandra Schawinskiego) oraz syna Wolfa-Dietricha (1901–1972). Drugą żoną w latach 1924–1947 była Hedwig Naumann (1880–1947).